# Un parricide
Un parricide est une nouvelle de Guy de Maupassant, parue en 1882.

## Historique
Un parricide est initialement publiée dans la revue Le Gaulois du 25 septembre 1882, sous le pseudonyme Maufrigneuse, puis dans le recueil Contes du jour et de la nuit en 1885. 

## Résumé
L’avocat avait plaidé la folie. Comment expliquer ce crime étrange ? On avait retrouvé les cadavres d’un homme et d’une femme enlacés. Ils étaient riches, mondains, et la police n’avait trouvé aucun suspect jusqu’au jour où un menuisier nihiliste ou communiste, nommé Georges Louis, était venu avouer le double crime et se constituer prisonnier. Au début du procès, l’homme se lève et déclare qu’il les a tués, que ce sont ses parents, et raconte son histoire.   
Abandonné à la naissance, il est placé en nourrice. La nourrice l’élève malgré la pension mensuelle qui n’arrive plus. Plus tard, à l’école, il est le bâtard.
Deux ans avant le meurtre, il reçoit la visite d’un homme venu lui commander des meubles. L’homme s’intéresse à lui. Ils discutent. S’ensuit une grosse commande, et l’homme vient avec sa femme qui paraît très nerveuse face au jeune homme. Quand ils reviennent, le jeune homme a le pressentiment qu’il a en face de lui sa mère. Il veut le leur faire avouer. Son père a peur du scandale, de compromettre son honneur. Ils partent. Georges Louis les rejoint sur les bords de la Seine. Son père se sent menacé, frappe son fils et sort une arme. Le fils le frappe, lui et la femme, et une fois morts, les jette dans la rivière.

## Extraits
- « J’étais sans défense, ils furent sans pitié. Ils devaient m’aimer, ils m’ont rejeté. »
- « J’ai pris leur vie heureuse en échange de la vie horrible qu’ils m’avaient imposée…. Ils ont eu un enfant imprévu. Ils ont supprimé l’enfant. Mon tour est venu d’en faire autant pour eux. »
- « C’était une folie dans notre position. On aurait pu lui faire du bien de loin, sans se montrer. »

## Éditions
- Un parricide, dans Maupassant, Contes et Nouvelles, tome I, texte établi et annoté par Louis Forestier, éditions Gallimard, Bibliothèque de la Pléiade, 1974  (ISBN 978 2 07 010805 3).